# Coryne gracilis
Coryne gracilis is een hydroïdpoliep uit de familie Corynidae. De poliep komt uit het geslacht Coryne. Coryne gracilis werd in 1902 voor het eerst wetenschappelijk beschreven door Browne. 